# Armenian Card
Армениан Кард (англ. Armenian Card (ArCa)) — национальная система межбанковских расчётов на основе пластиковых карт в Армении.

## История
ЗАО «Armenian Card» было учреждено в марте 2000 года со стороны 10-и комбанков Армении совместно с Центральным банком, при содействии USAID.
Лицензия на осуществление процессинга по карточным операциям выдана Советом Центрального Банка РА 12 февраля 2003 года.
С февраля 2006 года ArСа совместно с программой развития ООН (UNDP) внедрила систему перечисления коммунальных платежей через интернет, что позволило владельцам карточек в безналичном порядке осуществлять выплаты за использованную электроэнергию, газ, воду, связь, приобретать интернет-карты, а владельцам сотовых телефонов пополнять счёт предоплатных карт связи.
Акционерами ЗАО «Armenian Card» являются Центральный банк Республики Армения и 15 крупнейших коммерческих банков республики:
- ACBA BANK
- Америабанк
- AMIO BANK
- ARARATBANK
- ARDSHINBANK
- ARMECONOMBANK
- ARMSWISSBANK
- Арцахбанк
- ID BANK
- BYBLOS BANK ARMENIA
- EVOCABANK
- UNIBANK
- INECOBANK
- CONVERSE BANK
- FAST BANK

По данным на 18.03.2009 г. в было эмитировано 361 702 карт ArCa, платежи по ним осуществляются с использованием 2184 Pos-терминалов и 484 банкомата..

## Функции
Платёжная система «ArCA» оказывает следующие услуги: выдача наличных денег, осуществление платежей в объектах торговли и услуг за приобретенные товары либо полученные услуги, осуществление платежей в банкоматах за коммунальные услуги, осуществление электронных платежей в интернете (включая коммунальные платежи), предоставление информации об остатке на карточном счету, интернет-торговля, перечисление сумм с карты на карту.
«ArCa» предоставляет комплексные услуги, позволяющие банкам выпускать и обслуживать следующие виды карт: 
- ArCa Debit - дебетная карта, позволяющая осуществлять платежи или получать наличные деньги. ArCa Debit может служить также в качестве зарплатной карты.
- ArCa Classic - дебетная карта, возможно разрешение на овердрафт, зависящее от условий, установленных банком-эмитентом. В случае разрешения на овердрафт, владельцу карты предоставляются дополнительные финансовые средства в виде кредита, при использовании которого владелец карты платит банку проценты только за использованную сумму. ArCa Classic может служить также в качестве карты зарплатной карты.
- ArCa Gold - кредитная карта, которую в первую очередь могут приобрести надежные клиенты банк-эмитента. Владельцам карты предоставляются следующие услуги: низкая процентная ставка выделенного кредита, применение скидок/бонусов в объектах торговли и услуг, страхование и т. д.
- ArCa Business – кредитная карта, которую могут приобрести только организации. Сотрудник организации, на имя которого открывается карта, может получать наличные средства, либо осуществлять безналичные платежи за приобретенные организацией товары и оказанные услуги в размерах суммы, предварительно установленной организацией. К открытому в банке на имя организации карточному счету могут прилагаться несколько карт на имя сотрудников с заранее установленными расходными лимитами.
- ArCa Platinum - кредитная карта, владельцам которых банк-эмитент предлагает широкий спектр услуг.
- ArCa Affinity - кредитная карта, выдаваемая надежным клиентам, либо клиентам, удовлетворяющим требованиям, установленным банком-эмитентом. ArCa Affinity предназначена для осуществления безналичных платежей исключительно в однотипных объектах (бензоколонки, авиагентства, магазины и т. д). Для владельцев карты могут быть предусмотрены скидки/бонусы.
- ArCa Co-branded - кредитная карта, выдаваемая надежным клиентам, либо клиентам, удовлетворяющим требованиям, установленным банком-эмитентом. ArCa Co-branded предназначена для осуществления безналичных платежей в различных и однотипных объектах (Сил Груп, Мульти Груп и тд). Для владельцев карты могут быть предусмотрены скидки/бонусы.